# 외톨이 흡혈 공주의 고뇌
《외톨이 흡혈 공주의 고뇌》(일본어: ひきこまり吸血姫の悶々 히키코마리 규케쓰키노 몬몬[*])은 코바야시 코테이가 지은 일본의 라이트 노벨이다. 제11회 GA 문고 대상 우수상 수상작이다. GA 문고(SB 크리에이티브)에서 2020년 1월부터 간행되고 있다.
미디어 믹스로서, 원작 일러스트를 담당하는 리치츄에 의한 코믹화가 《월간 빅 간간》(스퀘어 에닉스)에서 2022년 Vol.01(2021년 12월 25일 발매)부터 연재 중이다. 2023년에는 텔레비전 애니메이션이 방송되었다.

## 줄거리
뮬나이트 제국의 명가로 태어난 흡혈귀 소녀 테라코마리 건데스블러드(코마리)는 학교에서 괴롭힘으로 인해 3년 전부터 히키코모리 생활을 보냈다. 어느 날, 코마리는 자신이 아버지의 코네에게 제국군의 장군 칠홍천에 취임한 것을 알게 된다. 소설가 지망의 코마리는 이것을 거절하려고 하지만, 황제와의 계약에 의해 직무를 수행할 수 없는 경우는 폭발해 죽고, 코마리가 흡혈귀로서의 능력이 부족한 것이 들키면 거의 확실히 하극상으로 죽을 것이라는 점을 말한다. 마핵에 의해 소생할 수 있다고는 해도, 아픔을 싫어하는 코마리는, 메이드의 빌 것 빌헤이즈의 서포트하에서, 실력을 거짓으로 하면서 칠홍천의 일에 임하지만, 허세나 운의 좋은 점 , 주위의 착각이 겹쳐 제7부대의 부하나 세상에서는 살육의 패자로 인식되게 된다.
칠홍천에 취임한 지 얼마 지나면 황제 주최 입식 파티에서 코마리는 테러리스트 그룹 '뒤집힌 달'에 소속된 소녀에 의한 습격을 받는다. 그 소녀는 한때 코마리를 괴롭히고 틀어박히게 한 장본인 밀리센트 블루나이트였다. 밀리센트와의 재회로 코마리는 다시 틀어박히게 되지만, 빌이 편지에 적은 그녀의 과거와 코마리에 대한 생각을 알고 있다. 게다가 자신이 부하로부터 내면적인 부분에 있어서도 그리워하는 것을 자각해 재기해, 코마리는 단독으로 밀리센트에게 잡힌 빌의 구출로 향한다. 라네리엔트가의 폐성에 도착한 코마리는, 코마리에 대한 복수에 불타는 밀리센트와 대치. 마탄이나 신구에 의해 중상을 입고 밀리센트에 죽게 되지만, 자력으로 구속을 풀었던 빌의 피를 마신 것에 의해, 무자각으로 소유하고 있던 이능열핵 해방·고홍의 피가 발동 그리고 코마리는 밀리센트를 쓰러뜨린다.

## 등장인물

### 주요 인물
테라코마리 건데스블러드(テラコマリ・ガンデスブラッド)
성우 - 쿠스노키 토모리
본작의 주인공. 건데스블러드 가문의 둘째 딸로 태어난 흡혈귀 소녀. 애칭은 코마리. 칠홍천 중 한 명으로 뮬나이트 제국군 제7부대 대장. 화촉전쟁 후 요선향의 천자를 겸임. 육전희 중 한 명이기도 하다. 제1권 시점에서 15세. 생일은 2월 18일. 열핵해방은 고홍의 피.
싫어하는 것은 흡혈귀의 영양원인 피. 그래서 마법을 못 쓰고, 몸치고, 키가 작아서 웬만한 흡혈귀보다 능력이 떨어진다. 장래희망은 소설가. 소심한 반면 친절하고 정의감이 강하며 소중한 사람이 궁지에 몰렸을 때에는 자신보다 강한 상대에게도 굴하지 않는 강인함을 갖는다. 좋아하는 것은 오므라이스.
《이 라이트 노벨이 대단해! 2021》의 여성 캐릭터 부문에서는 제37위, 《이 라이트 노벨이 대단해! 2022》의 여성 캐릭터 부문에서는 제31위가 되었다.
빌헤이즈(ヴィルヘイズ)
성우 - 스즈시로 사유미
본작의 메인 히로인. 코마리의 메이드를 맡고 있는 푸른 머리의 흡혈귀 소녀. 애칭은 빌. 뮬나이트 제국군 제7부대 제1반 공작반 반장으로 계급은 특별 중위. 코마리와는 동갑으로, 제8권 시점에서 16세. 생일은 3월 12일. 열핵해방은 판도라 포이즌.
코마리를 뮬나이트 제국의 차기 황제로 만드는 것이 목적으로 기본적으로 쿨하게 일을 해내지만 다소 어긋난 감성의 소유자로 코마리의 뜻에 어긋나는 행동을 할 때마다 코마리를 애태운다. 코마리는 "우주에서 가장 사랑한다"고 명언하고, "애정표현"으로 칭하며 자주 성희롱하고 있다. 코마리로부터는 '변태 메이드'라고 불리는 한편, 유사시의 서포트의 보람도 있어 신뢰를 얻고 있다.
사쿠나 메모아(サクナ・メモワール)
성우 - 이와미 마나카
본작의 히로인 중 한 명. 칠홍천 중 한 명으로 뮬나이트 제국군 제6부대 대장. 외할머니가 창옥종 쿼터로 흰 피부에 백은 머리가 특징인 흡혈귀 소녀. 제2권 시점에서 16세. 열핵해방은 아스테리온의 회천.
마법 연습 중에 우연히 칠홍천을 폭살한 것이 하극상으로 간주되어 헬데우스가 강하게 추천함으로써 칠홍천에 취임했다. 기본적으로는 기약하지만 상냥한 성격. 신성교의 신부였던 아버지의 영향으로 별을 잘 알고, 사람의 정신구조를 별자리로 파악할 수 있다. 칠홍천의 선배에 해당하는 코마리를 동경하며, 양호한 관계를 구축하고 있지만, 한편으로 15체의 자작의 등신 대인형을 비롯한 총 100개의 코마리의 굿즈를 집에 소지하는 스토커이기도 하다.
정체는 뒤집힌 달의 스파이. 어린 시절에, 오디론에 의해 가족이 신구로 참살되어 가족을 되찾는 방법을 가르쳐 달라고 조건으로 뒤집힌 달의 일원이 된 과거를 가진다. 그 이후 임무에 실패한 벌로서 '가족'을 신구로 죽일 때마다 '가족과 정신의 형태가 비슷한 인간을 죽이고, 열핵 해방으로 사쿠나의 가족의 기억을 심는'에 의해 '가족'을 재작성하고, 표에서는 오디론을 따르면서도 뒤에서는 복수심을 불태워 왔다. 칠홍천 투쟁 후, 뒤집힌 달의 스파이였던 것이 공개되었기 때문에 요인암살의 죄를 추궁당하지만, 정상 참작으로 경벌로 끝났고, '가족'을 재조정하는 일도 그만두고 칠홍천을 계속하고 있다.
네리아 커닝엄(ネリア・カニンガム)
성우 - 파이루즈 아이
본작의 히로인 중 한 명. 투사이드 업으로 한 분홍색 머리가 특징인 전류종 소녀. 제3권 시점에서 15세. 팔영장 중 한 명으로 게라=알카 공화국군 제1부대 대장. 6국 대전 후에는 알카 공화국 대통령에 취임한다. 육전희 중 한 명이기도 하다. 열핵해방은 진류의 검화.
아르카 왕국 전 국왕의 외동딸. 어린 시절 자신의 가정교사가 된 유린과 그의 딸 코마리에게 감화되어 다른 사람을 배려하는 마음을 갖게 되었고, 아르카 왕국 멸망 후 왕족으로서의 권리를 박탈당하고 아버지와도 떨어져 나가지만 투옥은 면하고 독재자가 된 매드하르트를 타도하고 아르카를 개혁하기 위해 실력으로 팔영장까지 올라갔다.
아마츠 카루라(アマツ・カルラ(天津 迦流羅))
성우 - 시마부쿠로 미유리
본작의 히로인 중 한 명. 오검제 중 한 명으로 천조낙토군 제5부대 대장을 맡고 있는 화혼종 소녀. 천무제 후에는 대신에 취임한다. 육전공주 중 한 명이기도 하다. 제3권 시점에서 15세. 열핵해방은 역류의 찰나.
세간에는 실력 있는 장군으로 알려져 있으며 모든 분야에서 우수하지만 유일하게 전투 재능은 전무하여 부모의 연줄로 오검제에 취임하게 되었다. 장래희망은 화과자 장인으로, 현재는 동도의 변두리에서 감미처 풍전정의 점주를 맡고 있다. 코마리에 대해서는 처음에는 엇갈림으로 인해 살인귀로 오해하지만 천무제를 통해 서로의 사연을 알고 친구가 된다.
에스텔 클레르(エステル·クレール)
본작의 히로인 중 한 명. 홍갈색 머리를 포니테일로 한 흡혈귀 소녀. 흡혈동란 후 제7부대의 새 대원으로 제6반 특수반 반장. 계급은 소위.
군학교에서는 어느 과목이나 일등을 보유하고 수석으로 졸업한 성실한 우등생. 친정은 뮬나이트 령에 속하는 마핵 영역의 온천 숙소. 6국대전 때 고향을 구한 이래, 칠홍천의 코마리를 동경하고 있다.
아이란 린즈(アイラン·リンズ)
본작의 히로인 중 한 명. 요선향 공주이자 삼성의 한 명인 신선종 소녀.
스피카 라 제미니(スピカ・ラ・ジェミニ)
본작의 히로인 중 한 명. 신을 죽이는 사악이라는 통칭으로 알려진 뒤집힌 달의 보스.

### 뮬나이트 제국

#### 칠홍천
페트로즈 카라마리아(ペトローズ・カラマリア)
칠홍천 중 한명으로 물나이트 제국군 제1부대 대장.
헬데우스 헤븐(ヘルデウス・ヘブン)
성우 - 우가키 히데나리
칠홍천 중 한명으로 물나이트 제국군 제2부대 대장. 신성교 신부이며 고아원도 운영하고 있다. 엑센트릭한 언행이 두드러지지만 칠홍천으로서의 실력은 진짜이며 사쿠나의 열핵 해방을 무효화한다.
사쿠나의 아버지와는 학창 시절부터 절친한 친구로, 그의 가족이 뒤집힌 달에 의해 참살당한 후 살아남은 사쿠나를 고아원으로 인수했다. 사쿠나가 뒤집힌 달의 구성원으로 오디론에게 이용되고 있다는 것을 알고 고뇌하면서도 스스로 복수를 원하는 사쿠나를 신이란 역경을 이겨내려는 마음에 깃든 것이라는 신념에 따라 지켜봤고, 사쿠나와 단둘이 있을 때만 그녀의 열핵 해방에 조종당한 척하며 사쿠나의 아버지로 행동해 그녀의 버팀목이 되도록 노력했다.
프레데 마스카렐(フレーテ・マスカレール)
성우 - 스기야마 리호
칠홍천 중 한명으로 물나이트 제국군 제3부대 대장. 요염한 머리카락이 특징적인 귀족연한 여성. 제2권 시점에서 20세.
델피네(デルピュネー)
성우 - 후지와라 나츠미
칠홍천 중 한명으로 물나이트 제국군 제4부대 대장. 이국풍의 가면을 쓴 성별 불명의 흡혈귀. 조용한 성격으로 혈액을 조종하는 응혈 마법사. 프레테와는 군학교 때부터 친구다.

#### 제7부대
카오스텔 콘트(カオステル・コント)
성우 - 하나에 나츠키
고목 같은 체구의 흡혈귀. 유녀 유괴 혐의로 제7부대로 좌천되어 왔다. 제2반 홍보반 반장으로 계급은 중위. 공간 마법사로, 제7부대에서는 실질적인 정리역을 맡는다.
벨리우스 이누 케르베로(ベリウス・イッヌ・ケルベロ)
성우 - 미즈나카 마사아키
늑대 머리를 가진 몸집이 큰 짐승. 살인죄로 제7부대로 좌천되어 왔다. 제3반 파괴반 반장으로 계급은 중위. 성실한 성격으로 7부대 흡혈귀 중에서는 비교적 상식인.
멜라콘시(メラコンシー)
성우 - 하타나카 타스쿠
래퍼 흡혈귀. 궁전 폭파 미수로 제7부대로 좌천되어 왔다. 제5반 유격반 반장으로 계급은 대위.
요한 헬더스(ヨハン・ヘルダース)
성우 - 코바야시 유스케
금발 흡혈귀 소년. 제4반 특공대 반장으로 계급은 중위. 화염 마법사. 실력 없이 연줄로 칠홍천이 된 코마리를 좋지 않게 생각하다가 밀리센트 사건을 거치면서 생각을 고친다.

#### 건데스블러드 가
아르만 건데스블러드(アルマン・ガンデスブラッド)
성우 - 후쿠시마 준
코마리의 아버지. 뮬나이트 제국의 재상인 흡혈귀. 황제의 학생 시절의 후배이기도 하다.
딸 과보호로 3년 전 코마리를 괴롭히던 밀리센트 일족에게 국가 반역의 누명을 씌워 국외로 추방한 적이 있다.
유린 건데스블러드(ユーリン・ガンデスブラッド)
성우 - 카와스미 아야코
코마리의 어머니. 통칭 초저녁의 영웅(宵闇の英雄).
어느 종족에게도 구분이 없는 마음씨 착한 인물. 코마리가 칠홍천이 되기 5년 전에는 칠홍천 중 한 명이었으나 어느 때 전쟁터에서 자취를 감췄고 현세에서는 사망 취급을 받고 있다.
로로코 건데스블러드(ロロッコ・ガンデスブラッド)
코마리의 여동생.

#### 기타 뮬나이트 제국의 인물
카렌 엘바시아스(カレン・エルヴェシアス)
성우 - 히카사 요코
뮬나이트 제국의 황제. 생일은 6월 26일. 제2권 시점에서 38세이지만 외관은 금발 거유의 미소녀로, 수십 년 전부터 모습이 변하지 않았다.
뇌제라는 두 가지 이름을 가진 번개 마법사.
자유 분방한 성격타고난 동성애자로 알려져 있으며, 코마리에게도 자주 성희롱하고 있다. 사람이 서로 도울 수 있는 세상을 만드는 것을 목적으로 하고 있으며, 이를 위한 힘과 사상을 가진 코마리를 눈여겨보고 있다.

### 알카 공화국
거트루드 레인즈워스(ガートルード・レインズワース)
성우 - 히다카 리나
네리아의 메이드. 제3권 시점에서 15세.
정체는 파스칼 레인즈워스의 여동생. 세상에 공표되지 않은 팔영장 중 마지막 한 명으로 겔라 알카 공화국군 제8부대 대장. 알카 왕국의 붕괴 후 오빠의 명령으로 네리아의 감시역이 되었지만 학대를 하던 형과 달리 자신을 다정하게 대해주는 네리아를 사모하게 되었다.
파스칼 레인즈워스(パスカル・レインズワース)
성우 - 오카모토 노부히코, 히나타 미나미(어린 시절)
구 겔라 알카 공화국의 장군 제4부대의 팔영장(八英将). 다른 종족을 깔보고 있다. 열핵해방은 '쾌도금강'.
알카 왕국군 사관 때 도와준 네리아에 대해 왜곡된 연모와 집착심을 품고, 매드하르트 밑에서 여섯 나라를 지배함으로써 네리아의 마음을 얻고자 획책한다.
메리 프래그먼트(メアリ・フラグメント)
성우 - 우에다 히토미
구 겔라 알카 공화국의 장군 제6부대의 팔영장(八英将). 열역해방은 심도멸각.
겔라 매드하르트(ゲラ・マッドハルト)
성우 - 이노우에 카즈히코
알카 공화국의 대통령. 알카 왕국의 2영장 출신이지만 국왕에 대해 쿠데타를 일으켰다.

### 천조 낙토
미네나가 코하루(峰永こはる)
성우 - 키노 히나
카루라의 부하인 닌자. 카루라에 대해 평소에 소극적인 태도를 취하면서도 소중하게 생각하고 있다.
레이게츠 카린
천조 낙토군 제3부대장.

### 요선향
랸 바이카(リャン・メイファ)
아이란 린즈의 종자.

### 백극 연방
프로헤리야 즈타즈타스키(プロヘリヤ・ズタズタスキー)
성우 - 유우키 아오이
육동량 중 1명이자 육전희 중 1명.

### 뒤집힌 달
각 국의 마핵을 파괴하는 것을 목표로 삼은 테러리스트 조직.
아마츠 카쿠메이(アマツ・カクメイ)
성우 - 나카무라 유이치
카루라의 사촌 오빠. 뒤집힌 달의 멤버이기도 하다. 천조낙토의 오검제.
로네 코르넬리우스(ロネ・コルネリウス)
성우 - 이나세 아오이
뒤집힌 달의 기술 담당.
트리폰 크로스(トリフォン・クロス)
성기사단 단장을 맡고 있는 창옥종의 남자.
후야오 메테오라데(フーヤオ・メテオライト)
뒤집힌 달에 소속된, 여우의 귀와 꼬리를 가진 수인종 소녀.
밀리센트 블루나이트(ミリセント・ブルーナイト)
성우 - 아마미야 소라
뒤집힌 달에 소속한 흡혈귀 소녀로, 코마리를 히키코모리로 만든 본인.
열핵해방의 발현을 바라는 아버지와 아마츠에 의한 학대나 다름없는 수련을 강요받아 거칠어져 학원에서 열핵해방을 가진 빌이나 코마리를 열등감에서 괴롭히다가 사고로 '고홍의 피'를 발동한 코마리가 일으킨 제립학원 습격사건 후 아르망에 의해 대량학살죄와 국가반역죄로 국외로 추방되어 아마츠의 권유로 뒤집힌 달의 구성원이 된 바 있다.
칠홍천이 된 코마리에게 패배한 후에는 감옥에 갇혀 있었으나 황제가 손을 써서 외출을 허가받는다. 이후에는 블루나이트 가문의 재흥을 목적으로 6국대전 전후에 공을 들여 죄를 갚으라는 명령을 받고 뮬나이트 제국군 제5부대를 이끄는 칠홍천이 된다.
오디론 메탈(オディロン・メタル)
성우 - 이나다 테츠
칠홍천 중 한명으로 물나이트 제국군 제5부대 대장. 정체는 뒤집힌 달의 구성원으로, 칠홍천 투쟁 후에 해임된다.

### 성채
인류멸망을 바라는 소수정예의 조직.
로샤 네르잔피(ローシャ・ネルザンピ)
검은 옷에 검은 머리의 여성.

## 제작 배경
제국의 장군이 되어버린 히키코모리 주인공과 주인공을 둘러싼 캐릭터와의 갭이나 온도차를 그리는 코믹 판타지다. 작가 코바야시는 본작이 느긋하고 살벌한 공기감이 되도록 유의하고 있다.
대학시절 집필한 전한의 장량에 의한 시황제 암살 미수사건 일화를 재구성한 단편소설의 감상을 받아 자신의 특기 분야를 파악한 코바야시는 '서양적이면서도 발랄하게 밝은 라이트 노벨'로 본작 집필에 이른다. 본작의 착상은 주인공으로부터 시작되어 주인공을 매력적으로 그리기 위해 본작의 장르를 정하고 주위의 설정은 나중에 굳어져 갔다.
흡혈종 이외의 종족이나 국가에 대해서는 3권에서 처음 살이 붙었다. 작중에 등장하는 어떤 종족도 현실 지구에서 '다른 나라에 사는 사람'이라는 정도의 차이밖에 없고, 이 작품의 흡혈귀도 '태양 아래를 활보하며 바다에서 바캉스를 즐기고 때와 경우에 따라서는 십자가에서 검극을 하는 것과 같은 흡혈귀 모도키'이며, 다른 작품만큼 이형의 존재에 집중되어 있지는 않다.
본작에 등장하는 각 나라에는 모델이 존재하지만 문화풍속은 별로 재현되지 않은, 왠지 모를 이미지 정도로 설정되어 있다.
제5권까지가 초반전, 제6권이 5권까지의 후일담과 7권 이후의 프롤로그, 제7권부터 제10권까지가 중반전, 제11권이 중반전과 은반전의 연결 일상 에피소드, 제12권부터 은반전으로 이루어져 있다. 7권 에피소드는 당초 2권으로 자리매김할 예정이었다.

## 서지 정보

### 소설
- 코바야시 코테이(저)·리이츄(일러스트) 《외톨이 흡혈 공주의 고뇌》 SB 크리에이티브 〈GA 문고〉
  1. 2020년 1월 31일 초판 제1쇄 발행(2020년 1월 11일 발매[34]), ISBN 978-4-8156-0465-3
  2. 2020년 5월 31일 초판 제1쇄 발행(2020년 5월 14일 발매[35]), ISBN 978-4-8156-0551-3
  3. 2020년 9월 30일 초판 제1쇄 발행(2020년 9월 11일 발매[36]), ISBN 978-4-8156-0743-2
  4. 2021년 1월 31일 초판 제1쇄 발행(2021년 1월 14일 발매[37]), ISBN 978-4-8156-0890-3
  5. 2021년 5월 31일 초판 제1쇄 발행(2021년 5월 13일 발매[38]), ISBN 978-4-8156-0985-6
  6. 2021년 9월 30일 초판 제1쇄 발행(2021년 9월 14일 발매[39]), ISBN 978-4-8156-1203-0
  7. 2022년 1월 31일 초판 제1쇄 발행(2022년 1월 14일 발매[40]), ISBN 978-4-8156-1378-5
  8. 2022년 5월 31일 초판 제1쇄 발행(2022년 5월 13일 발매[41]), ISBN 978-4-8156-1642-7
  9. 2022년 10월 31일 초판 제1쇄 발행(2022년 10월 14일 발매[42]), ISBN 978-4-8156-1643-4
  10. 2023년 1월 31일 초판 제1쇄 발행(2023년 1월 15일 발매[43]), ISBN 978-4-8156-1910-7
  11. 2023년 5월 31일 초판 제1쇄 발행(2023년 5월 15일 발매[44]), ISBN 978-4-8156-2137-7
  12. 2023년 10월 31일 초판 제1쇄 발행(2023년 10월 14일 발매[45]), ISBN 978-4-8156-2138-4

## TV 애니메이션
2023년 1월에 TV 애니메이션화가 발표되어 같은 해 10월부터 12월까지 TOKYO MX 등에서 방송되었다. 2024년 2월 18일에는 코마리의 생일 기념으로서 'Blu-ray 수정판'이 ABEMA에서 일거로 스트리밍되었다.

### 스태프
- 원작 - 코바야시 코테이
- 캐릭터 원안 - 리이츄
- 감독 - 미나미카와 타츠마
- 시리즈 구성 - 오오치 케이이치로
- 캐릭터 디자인 - 시타야 토모유키
- 서브 캐릭터 디자인 - 쿠라하시 N카루, 아미 케이노스케
- 프롭 디자인 - 타카기 아유미
- 액션 디렉터 - 타카기 히로아키
- 미술 설정 - 타카하시 마호
- 미술 감독 - 쿠즈 린
- 색채 설계 - 하야시 유키
- 촬영 감독 - 카미죠 토모야
- 3GCG 감독 - 하마무라 토시로
- 편집 - 탄 아야코
- 음향 감독 - 타카하시 츠요시
- 캐스팅 매니저 - 토마리 잇페이
- 음향 제작 - 비트그루브 프로모션
- 음악 - 시이나 고
- 음악 제작 - DMM.com
- 프로듀서 - 오카다 아키히코, 핫토리 켄타로, 마츠모토 카즈키, 키나시 미스즈, 와다 타쿠지, 카네미츠 카즈히로, 오야마 히토야스, 오가타 미츠히로, 후쿠이 노리오
- 애니메이션 프로듀서 - 코타니 사토시
- 애니메이션 제작 - project No.9
- 제작 - 히키코마리 제작위원회

### 주제가
Red Liberation
fripSide에 의한 오프닝 테마. / 작사·작곡 - 야기누마 사토시 / 편곡 - 야기누마 사토시, 사이토 신야
잠들지 않아 feat.쿠스노키 토모리(眠れない feat.楠木ともり)
MIMiNARI에 의한 엔딩 테마. / 작사·작곡 - MIMiNARI / 피처링 보컬 - 쿠스노리 토모리

### 방영 목록
| 화수   | 제목                                                      | 각본              | 그림 콘티         | 연출              | 작화 감독                                                                                             | 총작화 감독                                                           | 방송일          |
| ------ | --------------------------------------------------------- | ----------------- | ----------------- | ----------------- | --- | --------------------------------------------------------------------- | --------------- |
| 제1화  | 引きこもり吸血鬼、外に出る 외톨이 흡혈공주, 밖으로 나오다 | 오오치 케이이치로 | 미나미카와 타츠마 | 노가미 카즈오     | 타카기 마유미 타카하시 마호 마츠모토 케이코                                                           | 시타야 토모유키                                                       | 2023년 10월 7일 |
| 제2화  | 下剋上、勃発 하극상, 발발                                 | 오오치 케이이치로 | 타카기 히로아키   | 타케자와 키요타카 | 이시바 호키치 타키자와 마유 마사키 유타 타카하시 마호 하마츠 타케히로 馮永旭                          | 아미 케이노스케                                                       | 10월 14일       |
| 제3화  | ひきこもり吸血姫の闇 외톨이 흡혈공주의 어둠               | 오오치 케이이치로 | 미나미카와 타츠마 | 키리시마 코스케   | 타키자와 마유 타카하시 마호 馮永旭 慧敏 明光 龍光                                                     | 시타야 토모유키 모리야 하루키 마사키 유타                             | 10월 21일       |
| 제4화  | 孤紅の恤 고홍의 애도                                      | 오오치 케이이치로 | 타카기 히로아키   | 타나카 켄타로     | 無錫極速蝸牛動畫 上海樊特姆動画 Double Swords 애니메이션 빛의 정원 애니메이션 STUDIO MASSKET          | 시타야 토모유키 모리야 하루키 마사키 유타                             | 10월 28일       |
| 제5화  | サクナ・メモワールと七紅天たち 사쿠나 메모아와 칠홍천들   | 스기사와 사토루   | 에조에 히토미     | 노가미 카즈오     | Double Swords 애니메이션                                                                              | 야마구치 키오                                                         | 11월 4일        |
| 제6화  | 曲者ぞろいの円卓会議 수상한 자들의 원탁회의               | 오오치 케이이치로 | 타카하시 히데토시 | 타카기 아유미     | 타카하시 마호 타키자와 마유 니시다 미야코 上海樊特姆動画 STUDIO MASSKET 24FPS Studio EverGreen        | 시타야 토모유키 모리야 하루키 마사키 유타                             | 11월 11일       |
| 제7화  | スカーレット・ステージ 스칼렛 스테이지                    | 스기사와 사토루   | 사이토 노리아키   | 타나카 켄타로     | 龍光 慧敏 鑫月 兰彦军 王振业 謝佳佳 王世林                                                            | 마사키 유타 모리야 하루키                                             | 11월 18일       |
| 제8화  | アステリズムの廻転 아스테리즘의 회전                      | 오오치 케이이치로 | 미야자와 츠토무   | 타케자와 키요타카 | 시라이 베니하 니시다 미요코 타카하시 마호 姚远 冯永旭 吳存 唐書強 劉文慧 無錫極速蝸牛動畫             | 시타야 토모유키 모리야 하루키 마사키 유타 오가와 에리                 | 11월 25일       |
| 제9화  | 翦劉茶会 전류의 다과회                                    | 오오치 케이이치로 | 사이토 노리아키   | 노가미 카즈오     | 鄭州指間動漫科技有限会社 無錫極速蝸牛動畫                                                             | 시타야 토모유키 모리야 하루키 마사키 유타                             | 12월 9일        |
| 제10화 | アルカ王国のお姫様 알카 왕국의 공주                       | 스기사와 사토루   | 사이토 노리아키   | 타카기 아유미     | 라플라스 애니메이션 빛의 정원 애니메이션                                                              | 마사키 유타 모리야 하루키                                             | 12월 16일       |
| 제11화 | 夢の潰える楽園 꿈이 무너지는 낙원                         | 오오치 케이이치로 | 란자키 아카리     | 란자키 아카리     | 이시마 야스요시 니시다 미야코 시라이 베니하 Studio PAPER CRANES 無錫極速蝸牛動畫 빛의 정원 애니메이션 | 아미 케이노스케                                                       | 12월 23일       |
| 제12화 | 黄金の世界 황금 세계                                      | 오오치 케이이치로 | 미나미카와 타츠마 | 타나카 켄타로     | 謝博傑 張鵬 fincrossed 無錫極速蝸牛動畫                                                               | 시타야 토모유키 모리야 하루키 마사키 유타 아미 케이노스케 오가와 에리 | 12월 30일       |